# China Southern Power Grid
China Southern Power Grid Company Limited (CSG), kinesiska: 中国南方电网; pinyin: Zhōngguó Nánfāng Diànwǎng, är ett kinesiskt statligt multinationellt energiföretag som distribuerar och säljer elektricitet via kraftledningnätverk. I Kina förfogar de över kraftledningsnätverk som förser elektricitet till de kinesiska provinserna Guangdong, Guangxi, Guizhou, Hainan och Yunnan, vilket innebär att 252 miljoner av Kinas befolkning är kunder hos dem. CSG har även närvaro utanför Kina i bland annat Laos, Myanmar och Vietnam.
Företaget grundades den 29 december 2002 av den kinesiska staten när den drev igenom en energireform som innebar att den dåvarande statliga energijätten State Power Corporation of China delades upp i elva mindre energiföretag. Syftet med reformen var att göra den statliga energitillförseln mer marknadsmässig och konkurrensutsatt även om äganden skulle fortsatt ligga under staten.
För 2017 hade CSG en omsättning på nästan ¥495 miljarder. Deras huvudkontor ligger i Guangzhou.